# Haliplus longulus
Haliplus longulus är en skalbaggsart som beskrevs av Leconte 1950. Haliplus longulus ingår i släktet Haliplus och familjen vattentrampare. Inga underarter finns listade i Catalogue of Life.